# Pilar (Cebu)
Pilar è una municipalità di quinta classe delle Filippine, situata nella Provincia di Cebu, nella Regione del Visayas Centrale.
Pilar è formata da 13 baranggay:
- Biasong
- Cawit
- Dapdap
- Esperanza
- Imelda
- Lanao
- Lower Poblacion
- Moabog
- Montserrat
- San Isidro
- San Juan
- Upper Poblacion
- Villahermosa